# Eau de Campagne
Eau de Campagne est un parfum mixte de Sisley, créé en 1976 et sorti en 1987.

## Création
Le parfumeur est Jean-Claude Ellena, officiant un temps chez Hermès. Il raconte : « Je me rappelle encore ma rencontre avec Hubert d'Ornano, j’étais très impressionné. Il m'a commandé une odeur de laitue ou de pommes. Plus méditerranéen que normand, je lui ai proposé des feuilles de tomate, une essence inédite en parfumerie. Il a emporté les échantillons avec lui, m'a rappelé quelques jours après en me disant que c'était OK : son secrétariat avait adoré le parfum. Voilà comment on effectuait un test de marché, à l'époque ! ». Membre de la famille « hespéridé vert », la fragrance comporte des notes de tomate, de basilic, de citron, de jasmin, de géranium, de muguet, de mousse de chêne, de patchouli et de vétiver.

## Succès
Sans surenchère marketing, Eau de Campagne devient un succès en France, mais aussi aux États-Unis et au Japon. La légende veut que le mannequin Claudia Schiffer et le chanteur Elton John en ont acheté « par litres ».

## Publicité
La première publicité est réalisée dans la propriété chic de la Renaudière, mettant en scène le fondateur de la marque Sisley, Hubert d'Ornano, à l'entrée des écuries et son épouse, Isabelle, en train de jouer au golf. Cette dernière commente a posteriori : « Tout cela, c'était avant la spéculation à outrance de la fin des années 1980. On lançait un produit parce qu'il nous plaisait, on n'avait pas de plan marketing. Pour la publicité, nous faisions feu de tout bois ». Une autre publicité montre l'intérieur de l'hôtel particulier familial à Paris, au quai d'Orsay, tradition intimiste reprise pour d'autres produits de la marque alors qu'au même moment, Dior dépense 40 millions d'euros pour promouvoir Poison et une fête concomitante à Versailles.
Sur le flacon de verre dépoli est apposé un blason, choisi par Isabelle d'Ornano : « Pour décorer cette eau, j’ai utilisé l'ex-libris de la famille Radziwill, famille de ma mère ; on l'a apposé sur le flacon et ça a fonctionné ». En plus du parfum, des produits dérivés d’Eau de Campagne sont commercialisés, comme de l'huile pour le bain, du savon, du déodorant ou encore du parfum d'intérieur.

## Postérité
En 2009, trois parfums sont créés dans le sillage d’Eau de Campagne : Eau de Sisley 1, Eau de Sisley 2 et Eau de Sisley 3. On compte également parmi les marques influencées : 
- Eau d'Hadrien d'Annick Goutal (1990)
- Aqua Ammegproa Herba Fresca de Guerlain (1999)
- Cologne de Thierry Mugler (2001)
- Untitled de Maison Martin Margiela (2010)
- Un Jardin sur le Toit d'Hermès (2011)